# Reilly Hennessey
Reilly Cummings Hennessey (Vancouver, 25 novembre 1995) è un giocatore di football americano statunitense naturalizzato italiano, quarterback degli Stuttgart Surge e della nazionale italiana con cui si è laureato campione d'Europa nel 2021.

## Carriera

### Club
Dopo aver giocato per le squadre di college degli Eastern Washington Eagles (dove è stato compagno di squadra del futuro campione NFL e Super Bowl MVP Cooper Kupp) e dei Central Washington Wildcats, nel 2019 è ingaggiato dai Panthers Parma, coi quali si laurea campione d'Italia nel 2021.
Al termine del campionato italiano 2021 ha firmato con gli Schwäbisch Hall Unicorns coi quali ha vinto il German Bowl 2022.
Dal 2023 milita negli Stuttgart Surge della ELF.

### Nazionale
Il 31 ottobre 2021 si laurea campione d'Europa con la nazionale dopo aver battuto la nazionale svedese nella finale del campionato europeo per 41-14.

## Statistiche
|                                              |                                              |                     | Passing | Passing | Passing | Passing | Passing  | Passing | Passing     | Rushing | Rushing    | Rushing        | Rushing |
| Stagione                                     | Stagione                                     | G                   | Att     | Com     | Int     | Pct.    | Yd       | TD      | NCAA rating | Att     | Yd Portate | Yd Per portata | TD      |
| -------------------------------------------- | -------------------------------------------- | ------------------- | ------- | ------- | ------- | ------- | -------- | ------- | ----------- | ------- | ---------- | -------------- | ------- |
| 2012                                         | GSHL                                         | ?                   | 304     | 187     | 9       | 61,5    | 2 801    | 26      | 161,21      | ?       | ?          | ?              | ?       |
| 2013                                         | GSHL                                         | 14                  | 281     | 177     | 4       | 63,0    | 3 387    | 38      | 206,02      | 69      | 230        | 3,33           | 3       |
| Totale high school (Camas HS Papermakers)    | Totale high school (Camas HS Papermakers)    | 14+?                | 585     | 364     | 13      | 62,2    | 6 188    | 64      | 182,73      | 69+?    | 230+?      |                | 3+?     |
| 2014                                         | BSC                                          | Non scende in campo |         |         |         |         |          |         |             |         |            |                |         |
| 2015                                         | BSC                                          | 5                   | 91      | 59      | 3       | 64,8    | 773      | 4       | 144,10      | 23      | 25         | 1,09           | 1       |
| 2016                                         | BSC                                          | 6                   | 31      | 23      | 0       | 74,2    | 244      | 3       | 172,25      | 2       | -6         | -3,00          | 0       |
| Totale college (Eastern Washington Eagles)   | Totale college (Eastern Washington Eagles)   | 11                  | 122     | 82      | 3       | 67,2    | 1 017    | 7       | 151,25      | 25      | 19         | 0,76           | 1       |
| 2017                                         | GNAC                                         | 12                  | 318     | 214     | 7       | 67,3    | 2 551    | 28      | 159,33      | 112     | 572        | 5,11           | 5       |
| 2018                                         | GNAC                                         | 11                  | 290     | 183     | 5       | 63,1    | 2 705    | 21      | 161,90      | 94      | 477        | 5,07           | 11      |
| Totale college (Central Washington Wildcats) | Totale college (Central Washington Wildcats) | 23                  | 608     | 397     | 12      | 65,3    | 5 256    | 49      | 160,56      | 206     | 1049       | 5,09           | 16      |
| 2019                                         | 1Div                                         | 8                   | 88      | 47      | 4       | 53,4    | 655      | 9       | 140,59      | 37      | 252        | 6,81           | 1       |
| 2021                                         | 1Div                                         | 10                  | 232     | 142     | 5       | 61,2    | 2 153    | 22      | 166,14      | 39      | 232        | 5,95           | 3       |
| Totale Panthers Parma                        | Totale Panthers Parma                        | 18                  | 320     | 189     | 9       | 59,1    | 2 808    | 31      | 159,12      | 76      | 484        | 6,37           | 4       |
| 2021                                         | GFL                                          | 1                   | 23      | 13      | 1       | 56,5    | 164      | 2       | 136,42      | 6       | 13         | 2,17           | 0       |
| 2022                                         | GFL                                          | 11                  | 179     | 130     | 7       | 72,6    | 2 088    | 27      | 212,57      | 39      | 160        | 4,10           | 8       |
| 2022                                         | CEFL                                         | ?                   | ?       | ?       | ?       | ?       | ?        | ?       | ?           | ?       | ?          | ?              | ?       |
| Totale Schwäbisch Hall Unicorns              | Totale Schwäbisch Hall Unicorns              | 12+?                | 202+?   | 143+?   | 8+?     |         | 2 252+?  | 29+?    |             | 45+?    | 173+?      |                | 8+?     |
| 2023                                         | ELF                                          | ?                   | ?       | ?       | ?       | ?       | ?        | ?       | ?           | ?       | ?          | ?              | ?       |
| Totale Stuttgart Surge                       | Totale Stuttgart Surge                       | ?                   | ?       | ?       | ?       | ?       | ?        | ?       | ?           | ?       | ?          | ?              | ?       |
| Totale high school                           | Totale high school                           | 14+?                | 585     | 364     | 13      | 62,2    | 6 188    | 64      | 182,73      | 69+?    | 230+?      |                | 3+?     |
| Totale college                               | Totale college                               | 34                  | 730     | 479     | 15      | 65,6    | 6 273    | 56      | 159,00      | 231     | 1068       | 4,62           | 17      |
| Totale giovanili                             | Totale giovanili                             | 48+?                | 1315    | 843     | 28      | 64,1    | 12 461   | 120     | 169,56      | 300+?   | 1298+?     |                | 20+?    |
| Totale Prima Divisione                       | Totale Prima Divisione                       | 18                  | 320     | 189     | 9       | 59,1    | 2 808    | 31      | 159,12      | 76      | 484        | 6,37           | 4       |
| Totale GFL                                   | Totale GFL                                   | 12                  | 202     | 143     | 8       | 70,8    | 2 252    | 29      | 203,94      | 45      | 173        | 3,84           | 8       |
| Totale campionati nazionali                  | Totale campionati nazionali                  | 30                  | 522     | 332     | 17      | 63,6    | 5 060    | 60      | 176,44      | 121     | 657        | 5,43           | 12      |
| Totale CEFL                                  | Totale CEFL                                  | ?                   | ?       | ?       | ?       | ?       | ?        | ?       | ?           | ?       | ?          | ?              | ?       |
| Totale ELF                                   | Totale ELF                                   | ?                   | ?       | ?       | ?       | ?       | ?        | ?       | ?           | ?       | ?          | ?              | ?       |
| Totale squadre maggiori                      | Totale squadre maggiori                      | 30+?                | 522+?   | 332+?   | 17+?    |         | 5 060    | 60      |             | 121+?   | 657+?      |                | 12+?    |
| 2021                                         | Qualificazioni Europeo                       | 1                   | 2       | 1       | 0       | 50,0    | 14       | 0       | 108,80      | 0       | 0          | 0              | 0       |
| Totale nazionale                             | Totale nazionale                             | 1                   | 2       | 1       | 0       | 50,0    | 14       | 0       | 108,80      | 0       | 0          | 0              | 0       |
| Totale                                       | Totale                                       | 79+?                | 1 842+? | 1 176+? | 45+?    |         | 17 535+? | 176+?   |             | 424+?   | 1 999+?    |                | 32+?    |

## Palmarès

### Nazionale
- Campionato europeo di football americano: 1

Europa 2021

### Club
- Campionato italiano di football americano: 1

Panthers Parma: 2021.
- Campionato tedesco di football americano: 1

Schwäbisch Hall Unicorns: 2022

### Personale
- All-4A GSHL honors first team quarterback (2012)
- Ron Siegel’s preseason All-State second team in Washington (2013)
- Northwest Elite Football Camp MVP (2013)
- Gatorade Player of the Year in Washington (2013)
- Associated Press 4A Player of the Year in the State of Washington (2013)
- AP 4A All-State first team in Washington (2013)
- The Vancouver Columbian All-Region team (2013)
- The Vancouver Columbian Player of the Year (2013)
- 4A Greater St. Helens League Offensive Player of the Year (2013)
- Big Sky Conference All-Academic (2015)
- GNAC Newcomer of the year (2017)